# Ochthebius flexus
Ochthebius flexus är en skalbaggsart som beskrevs av Pu 1958. Ochthebius flexus ingår i släktet Ochthebius och familjen vattenbrynsbaggar. Inga underarter finns listade i Catalogue of Life.